# Bernard Camille Collas
Bernard Camille Collas, né le 2 mars 1819 à Bordeaux, et mort à Paris 9e le 14 février 1898,, est un homme politique français.

## Biographie
Il commande à Bordeaux des navires de commerce, sur lesquels il dirige plusieurs opérations lointaines. Après avoir beaucoup voyagé, il revient se fixer en France, peu de temps avant la Révolution française de 1848. Il fait au gouvernement provisoire de la République une opposition des plus vives dans les journaux de la Gironde, et recueille, lors des élections du 23 avril 1848 pour la Constituante, 39,000 suffrages conservateurs, mais ne est pas élu. 
Il est envoyé à Paris vers la même époque comme délégué de la marine, et publie, sur la marine et le commerce d'exportation, quelques travaux techniques, brochures, statistiques, etc. Le 13 mai 1849, il est élu, représentant de la Gironde à l'Assemblée législative. Collas siège à droite, et vote constamment avec la majorité conservatrice : pour l'expédition de Rome, pour les poursuites contre les représentants de la Montagne après l'affaire du 13 juin, pour les lois de répression sur la presse, l'enseignement, le suffrage universel, etc.

### Sources
- « Bernard Camille Collas », dans Adolphe Robert et Gaston Cougny, Dictionnaire des parlementaires français, Edgar Bourloton, 1889-1891 [détail de l’édition]